# Cobra (film 1925)
Cobra è un film del 1925 diretto da Joseph Henabery e interpretato da Rodolfo Valentino. Tratto dal lavoro teatrale di Martin Brown, il film venne prodotto dalla Ritz-Carlton Pictures e distribuito nelle sale dalla Paramount Pictures il 30 novembre 1925.

## Trama
Rodrigo Torriani è un nobile italiano, libertino affascinante la cui debolezza sono le donne. Dopo aver venduto un calice di Benvenuto Cellini, accetta, dietro invito di un amico americano, Jack Dorning, di recarsi a New York come esperto d'antiquariato. La moglie di Jack, Elise, sua vecchia fiamma, rivela al conte italiano di essere ancora innamorata di lui. Ma Rodrigo, non volendo tradire l'amico, rifiuta un appuntamento con la donna. L'albergo dove avrebbe dovuto aver luogo il rendez-vous, brucia nella notte per un incendio, uccidendo Elise. Rodrigo, che si è innamorato di Mary Drake, la segretaria di Jack, cerca disperatamente di farsi accettare dalla ragazza. Ma, dopo la morte di Elise, questa rivolge le sue attenzioni verso Jack. Deluso nelle sue aspettative, Rodrigo decide di ritornarsene in Europa.
Mentre lascia gli Stati Uniti, Rodrigo saluta dalla nave la Statua della Libertà.

## Produzione
Il film venne prodotto dalla Ritz-Carlton Pictures, Incorporated.
Durante la lavorazione, il direttore della fotografia Harry Fischbeck fu sostituito da Devereaux Jennings, dopo che il primo se n'era andato a causa dei suoi disaccordi con il regista Joseph Henabery.

## Distribuzione
Il film venne distribuito dalla Paramount Pictures.
Nel 1999, è uscita una versione di 75 minuti in DVD edita dall'Image Entertainment in inglese.
Un'altra versione in DVD è uscita nel 2009, distribuita dalla Passport Video in un cofanetto di tre titoli con Rodolfo Valentino.

### Date di uscita
- USA	30 novembre 1925
- Finlandia	25 ottobre 1926
- USA  3 agosto 1999 DVD
- USA  11 agosto 2009 DVD

Alias
- Cobra	Austria / Spagna
- Der Letzte seines Geschlechtes	Austria
- I kobra	Grecia